# Donnez-moi ma chance (film, 1957)
Pour plus de détails, voir Fiche technique et Distribution.
Donnez-moi ma chance (autre titre : Piège à filles) est un film français réalisé par Léonide Moguy, sorti au cinéma en 1957.
Le film évoque une jeune fille, Nicole, qui vient de remporter un concours de jeunes découvertes parrainé par un studio de cinéma ; elle quitte donc son village pour monter à Paris et tenter de faire carrière dans le cinéma.

## Résumé
Nicole, 17 ans, vient d'apprendre qu'elle a remporté un concours de jeunes découvertes parrainé par Cinémonde, un studio de cinéma parisien. Malgré l'opposition de son père et de son petit ami Georges, mais avec le soutien de sa mère, elle quitte Châteauneuf, sa petite ville d'Indre-et-Loire, et se rend à Paris.
Dès son arrivée elle se fait courtiser par Gilbert, l'un des hommes de l'équipe, et se lie d'amitié avec une jeune autre jeune femme qui rêve d'être actrice, Kiki.
Dépourvue de grands moyens financiers, elle découvre la dure réalité des choses. Ainsi, il faut se nourrir et payer le loyer et les factures. Quand elle doit se faire faire des photos pour les producteurs, le photographe lui propose de poser nue pour payer les photos.
Elle prend des leçons de théâtre auprès d'un professeur réputé et tente d'intégrer une troupe de théâtre. Hélas la pièce est un échec. Souffrant d'isolement émotionnel, elle tombe peu à peu amoureuse de Gilbert et a une chaste relation avec lui.
À court d'argent, elle se rend finalement chez le photographe pour poser nue et recueillir un peu d'argent, mais manque de chance, une descente de police a lieu au moment où elle est dévêtue : elle est emmenée au commissariat de police. Attendrie par les explications de la jeune fille, le policier la relâche sans prévenir ses parents. Elle se rend chez Gilbert pour être réconfortée, mais elle découvre que l'homme qu'elle aime a une liaison avec une autre femme. Alors qu'elle déambule dans un état second dans les rues parisiennes, elle se fait renverser par une voiture. Elle est emmenée à l'Hôpital Boucicaut et Kiki, informée de l'accident, informe Georges (l'ancien petit ami de Châteauneuf) de l'accident.
Georges vient voir Nicole à l'hôpital. La jeune fille est attendrie par la venue de son ancien petit ami. Lorsque Kiki arrive, elle informe le couple que le cinéaste Fournier a l'intention de proposer à Nicole de jouer un rôle important dans son prochain film. Nicole a le choix : choisira-t-elle sa carrière ou l'amour ? En fin de compte, Nicole annonce à Kiki qu'elle refusera la proposition de Fournier et qu'elle va quitter Paris.

## Fiche technique
- Titre : Donnez-moi ma chance
- Titre alternatif : Piège à filles
- Réalisateur :  Léonide Moguy, assisté de Bernard Toublanc-Michel (comme Bernard Toublanc)
- Scénario : Léonide Moguy et Georges Tabet
- Photographie : Maurice Barry
- Montage : Henri Taverna
- Musique : Georges van Parys
- Décors : Robert Clavel
- Producteur : Jacques Roitfeld
- Société de production : Les Productions Léonide Moguy, La Société des films Sirius
- Société de distribution : La Société des films Sirius
- Pays d'origine :  France
- Langue : français
- Format : Noir et blanc — 35 mm — 1,37:1 — Son : Mono
- Genre : Film dramatique
- Durée : 105 minutes
- Date de sortie : 
  - France : 29 novembre 1957
- Affiches : Gilbert Allard, Jacques Bonneaud (France)

## Distribution
- Ivan Desny : Gilbert Arnaud
- François Guérin : Georges Martin
- Michèle Mercier : Nicole Noblet
- Danik Patisson : Brigitte
- Nadine Tallier : Kiki
- Noël Roquevert : Saint-Vallier
- Georges Chamarat : M. Noblet (comme Georges Chamarat de la Comédie Française)
- Roger Coggio : Serge Calas (comme Roger Coggio du T.N.P.)
- Henri Crémieux : M. Raymond
- Robert Dalban : Le commissaire
- Mireille Perrey : Mme Noblet
- Gisèle Grandpré : Mme Harri
- Clara Gansard : Odette
- Gisèle Gallois : Sylvie une concurrente
- Françoise Brion : Fabienne
- Geneviève Cluny : Jacqueline
- Michel Nastorg : Un producteur
- Jacques Eyser : Fournier
- Pierre Sergeol : Guymot
- Rodolphe Marcilly : (comme Marcilly)
- Dany Cintra : Claudie
- Marc Dantzer : Le gérant du club
- Paul Villé : Un vieux comédien
- Maurice Biraud : Un employé de Gilbert
- Marie-José Nat : Rosine
- André Dumas
- Lisa Jouvet
- Fulbert Janin
- Serge Bento : (comme Serge Benneteau)
- Claire Olivier
- Lucien Frégis : Le patron de l'hôtel
- Corinne Marchand : Hilda
- Corinne Cazal : Une concurrente
- Marius David :
- Florence Blot : La patronne du restaurant
- André Chanu : Le présentateur
- Dominique Marcas : une assistante de production
- Alain Nobis : Le médecin des urgences
- Henri Riou : Petit rôle
- René Roussel : Petit rôle
- Christian Pezey : Petit rôle
- Claude Mercutio : Petit rôle
- Pierre Flourens : Petit rôle